# Reederei Heinrich Bischoff
Die Reederei Heinrich Bischoff wurde 1956 von Heinrich Christian Bischoff in Hamburg mit Sitz im Johannisbollwerk gegründet und 1962 im Rahmen eines Vergleichsverfahrens geschlossen.

## Geschichte

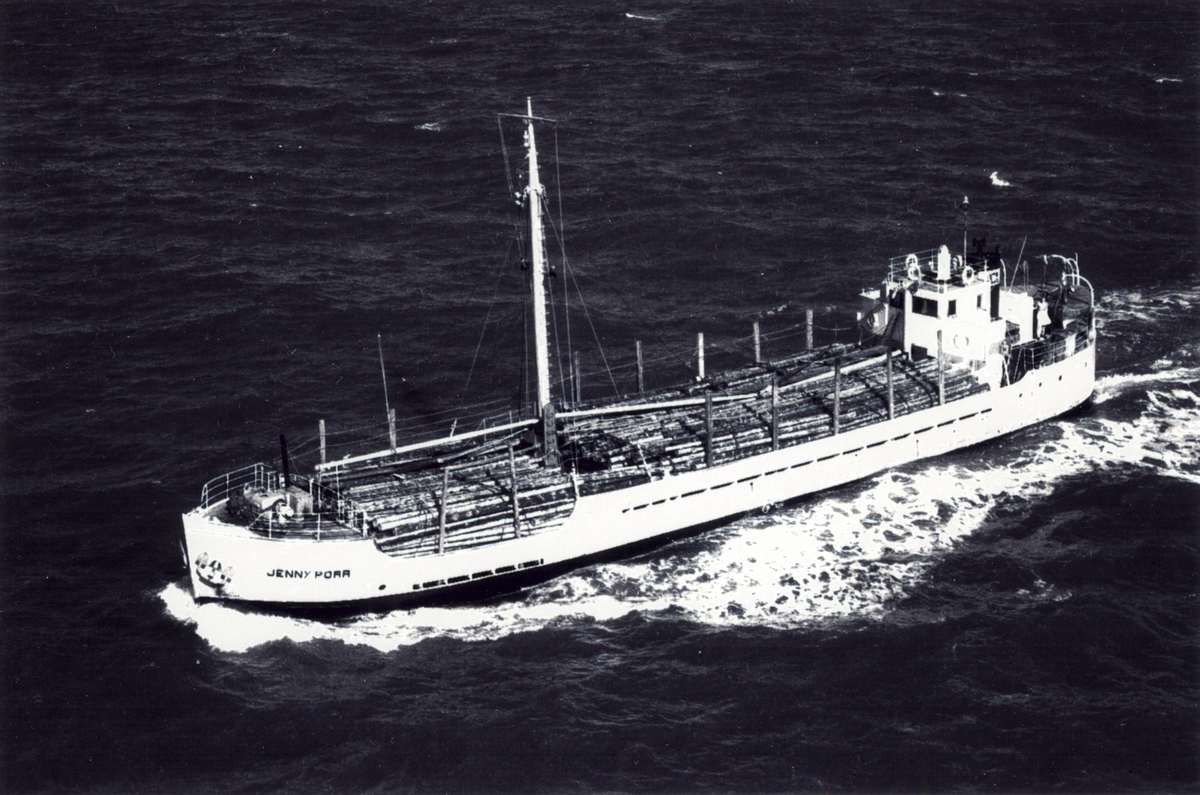
Die erste Claus Bischoff unter ihrem späteren Namen Jenny Porr

Der Reeder Heinrich Christian Bischoff wurde am 16. Januar 1907 in Schleswig geboren und begann in Hamburg eine Ausbildung in der Schifffahrt. Bei der Reederei Robert Bornhofen im Slomanhaus arbeitete er in den 1930er Jahren als Befrachter und wurde hier zum Prokuristen ernannt. Die 1936 von der Schiffswerft A. Pahl an die Hafen-Dampfschiffs AG abgelieferte Hamburger Hafenfähre Finkenwärder wurde 1948 von Bischoff und Bornhofen als Wrack übernommen, das sie von der Elsflether Werft zum Küstenmotorschiff Claus Bischoff um- und ausbauen ließen. 75 % des Schiffes wurden dabei erneuert. Im Jahr 1951 übernahmen Bischoff und Bornhofen den 1937 gebauten Dampfer St. Cerguere von einer schweizerischen Reederei, der das erste Schiff ersetzte und ebenfalls den Namen Claus Bischoff erhielt. An der Partenreederei dieses Schiffes war Bischoff beteiligt.

## Reederei Heinrich Bischoff
1956 gründete Heinrich Christian Bischoff seine eigene Reederei mit Sitz im Johannisbollwerk und übernahm schon im Dezember des gleichen Jahres den Neubau Margaretha Bischoff. Es war der erste Neubau der nach Bremerhaven geflüchteten Schichau Werft, der ursprünglich von einer norwegischen Reederei geordert wurde. 1957 wurde von der Werft Nobiskrug der Neubau Erika Bischoff (Baunummer 599) aus einer erfolgreichen Serie an die junge Reederei abgeliefert. Beide Schiffe wurden in der Großen Fahrt beschäftigt. 1959 wurden zwei weitere Schiffe übernommen und in Marcus Bischoff (Baujahr 1947) und Christina Bischoff (Baujahr 1941) umbenannt und vorwiegend in der europäischen Holz- und Papierfahrt eingesetzt.

## Schlechter Frachtenmarkt
Die Nachfrage nach Schiffen sank Ende der 1950er Jahre und der Frachtenmarkt verschlechterte sich rapide. Schiffe wurden aufgelegt und einige Reedereien, wie auch Heinrich Bischoff, kamen in finanzielle Schwierigkeiten und mussten verkaufen. Im Rahmen eines geordneten Vergleichsverfahrens wurden Bischoffs Schiffe verkauft. Die Neubauten Margaretha Bischoff und Erika Bischoff übernahm der Reeder Hans Krüger, die Erika Bischoff wurde 1986 in Bombay und die Margaretha Bischoff 1986 in Italien abgebrochen.
Die ehemalige Christina Bischoff wurde nach Italien zum Abbruch verkauft und sollte, zusammen mit dem Panama-Dampfer Santa Anna, von Tampa nach La Spezia geschleppt werden. Die Schleppleine vom italienischen Schlepper Cyclone brach jedoch bei schweren Wetter etwa 40 Seemeilen östlich von Palm Beach und die Machote (ex-Christina Bischoff) kollidierte mit einem anderen Schiff und sank.